# 힘을 내요, 미스터 리
《힘을 내요, 미스터 리》는 2019년 9월 11일에 개봉한 대한민국의 코미디 영화로, 《럭키》를 연출했던 이계벽 감독의 차기작이다.대구 지하철 실화사건을 모티브로 한 영화다

## 캐스팅
- 차승원 :  철수 역
- 엄채영 : 샛별 역
- 박해준 : 영수 역
- 김혜옥 : 희자 역
- 안길강 : 김씨 역
- 전혜빈 : 은희 역
- 류한비 : 민정 역
- 조한철 : 덕구 역
- 성지루 : 정권 역
- 김법래 : 양두목 역
- 정원중 : 소방대장 역
- 신현빈 : 혜영 역
- 지이수 : 지안 역
- 윤병희 : 덕창 역
- 이승원 : 덕수 역
- 오태경 : 기섭 역
- 정준원 : 충식 역
- 정희태 : 경찰관 역
- 이승엽 : 본인 역 (특별출연)

## 같이 보기
- 2019년 대한민국의 영화 목록
- 대구 지하철 화재 참사 (부분)